# Ann-Christin Quade
Ann-Christin "Chrissi" Quade (* 15. Januar 1992 in Köln) ist eine deutsche Volleyballspielerin.

## Karriere
Quade begann ihre Volleyball-Karriere 2004 beim Pulheimer SC, nachdem sie sich zuvor eher für Leichtathletik interessiert hatte. Später wechselte sie zum Bundesligisten Bayer 04 Leverkusen. In der Saison 2010/11 spielte die Außenangreiferin, die mit dem SV Lohhof die U20-Meisterschaft gewann, beim Nachwuchsteam VC Olympia Berlin. Mit der Juniorinnen-Nationalmannschaft erreichte sie den vierten Platz bei der Europameisterschaft 2010. Im Sommer 2011 ging sie zum Erstligisten Envacom Volleys Sinsheim und 2012 zum Schweizer Erstligisten VC Kanti Schaffhausen. Mit dem VC Kanti Schaffhausen erreichte sie in der Saison 2012/13 die Schweizer Vizemeisterschaft, die zum Start im CEV-Cup 2013/14 berechtigte. In der Saison 2013/14 erreichte Quade mit dem Team den vierten Platz in der Schweizer Liga und qualifizierte sich für den CEV-Challenge Cup 2014/15.
Im September 2015 erlitt Quade eine Knorpelverletzung im linken Knie und verpasste einen großen Teil der Saison, konnte die Mannschaft aber in den letzten Spielen beim Kampf um den Klassenerhalt erfolgreich unterstützen. In der folgenden Saison erkämpfte sich die Mannschaft den achten Schlussrang, wobei Quade sich im Februar 2017 erneut am Knorpel im linken Knie verletzte. Sie spielte die Saison aber zu Ende. In den Jahren 2017 und 2018 folgten mehrere Knie-Operationen sowie eine monatelange Rehabilitation. Während dieser Zeit widmete sie sich der Nachwuchsarbeit des VC Kanti Schaffhausen. In der Saison 2018/19 erreichte sie mit dem 4.-Liga-Team den Aufstieg mit Meistertitel und qualifizierte sich mit der U13 für die Schweizer Meisterschaft in Genf. Zudem gab Quade in der zweiten Saisonhälfte 2018/19 nach 20 Monaten Verletzungspause ihr Comeback in der 2. Mannschaft des VC Kanti Schaffhausen. Im April 2019 verließ Quade die Schweiz Richtung Göttingen, um sich ihrem Medizinstudium zu widmen. In der Saison 2019/20 schlug Quade nach langer Auslandsabstinenz wieder in Deutschland auf und ging für die Mannschaft des MTV 48 Hildesheim in der 3. Liga West an den Start. Nach dem coronabedingten Abbruch der Saison, welche die Mannschaft auf dem 4. Platz beendete, spielte Quade auch in der Saison 2020/21 wieder für das Team 48 Hildesheim. Nach der Saison 2022/23 stieg sie mit Hildesheim in die 2. Bundesliga Nord auf.